# Бархатница черноморская
Бархатница черноморская, или сатир эвксинский, или сатир черноморский (лат. Pseudochazara euxina) — дневная бабочка из семейства Бархатницы. Эндемик Крымского полуострова.

## Описание
Длина переднего крыла 22—31 мм. Размах крыльев 46—58 мм. Окраска крыльев самца и самки почти идентичны, преимущественно коричнево-бурого цвета. Обе пары крыльев имеют широкие оранжево-охристые полосы с тёмными жилками на них. На передних крыльях на этих полосах расположены по два больших «глазка» с белым центром. В нижней части полосы на заднем крыле имеется небольшой «глазок» пятнышко с белым центром.

## Ареал
Эндемик Крыма. Крайне оседлый и стенобионтный вид. Встречается на Ялтинской, Ай-Петринской яйле. В 2003—2004 году обнаружен на Бабуган-яйле (над Чучельским перевалом) и на локальных участках на южном склоне верхнего плато Чатырдага. Общая площадь территории обитания вида не превышает 200 га. Отдельными авторами приводился также для Никитской яйлы и горы Роман-Кош, однако, эти сообщения требуют подтверждения.
Населяет платообразные горные массивы на высотах от 800 до 1500 м н.у.м. с характерной горно-луговой степью, петрофильной растительностью.

## Биология
За год развивается в одном поколении. Время лёта имаго выпадает на конец июня и длится до августа. Бабочки преимущественно держатся на каменистых участках с петрофитно-степной растительностью, у скалистых обрывов на склонах гор. Бабочки обычно сидят на каменистых уступах.
Кормовые растения гусениц: ковыль перистый (Stipa pennata) и другие виды ковыля.

## Охрана
Включен в Красную книгу Украины. Охраняется в Ялтинском горнолесном и Крымском природном заповеднике.
Также занесен в Красную книгу Международного союза охраны природы (МСОП), где имеет 3 категорию охраны.
Вид занесен в «Красную книгу Европейских дневных бабочек» с категорией SPEC1 — как европейский эндемик, находящийся под глобальной угрозой исчезновения.